# Battle Arena Toshinden 2
Battle Arena Toshinden 2 (闘神伝2?, Tōshinden Tsū, lett. "Spirito combattivo 2") è un videogioco picchiaduro ad incontri pubblicato per PlayStation, Sega Saturn, Arcade e PC. È il sequel di Battle Arena Toshinden. Il videogioco è stato sviluppato dalla Tamsoft e pubblicato dalla Takara in Giappone e dalla Playmates Interactive in America. Il videogioco è uscito nel 1995 nelle sale giochi nel 1996 per console e nel 1997 per home computer.
Il porting per Saturn dal nome Battle Arena Toshinden URA (titolo Ultimate Revenge Attack) è il seguito specifico della versione Sega Saturn di Toshinden Remix, con nuovi personaggi, una nuova storia e altri contenuti esclusivi e modifiche rispetto a Battle Arena Toshinden 2.

## Trama
In seguito alla scoperta del suo tradimento, Gaia è stato marchiato come traditore e destinato alla morte da Uranus e Master, gli altri leader della Società Segreta, che organizzano un altro torneo Battle Arena Toshinden per attirarlo e farlo eliminare rapidamente da loro e dalle loro forze fedeli. In preda alla disperazione personale, Gaia si rivolge ai combattenti del torneo precedente per chiedere aiuto e rovesciare i suoi ex alleati, ignara del fatto che l'intera situazione è una trappola/schema mortale orchestrata da Uranus, che cerca personalmente di eliminare tutti coloro che si oppongono al suo ambizioso obiettivo di rovesciare Master e prendere la Società Segreta per sé.
Come nel torneo precedente, Eiji Shinjo avanza fino alla finale e riesce a sconfiggere sia Uranus che Master in battaglia. Anche se non è ancora in grado di trovare il fratello maggiore Sho, da cui è scomparso da tempo, viene lasciata una serie di indizi che potrebbero condurre Eiji da Sho in un futuro prossimo. Con la morte di Uranus e Master, sembra che la Società Segreta sia stata annientata una volta per tutte. Tuttavia, all'insaputa dei partecipanti, il torneo è stato segretamente osservato dagli occhi del misterioso Vermilion, un agente del gruppo criminale rivale di lunga data della Società Segreta, l'Organizzazione, che inizia a mettere in atto il proprio piano per i combattenti.